# Odeya Rush

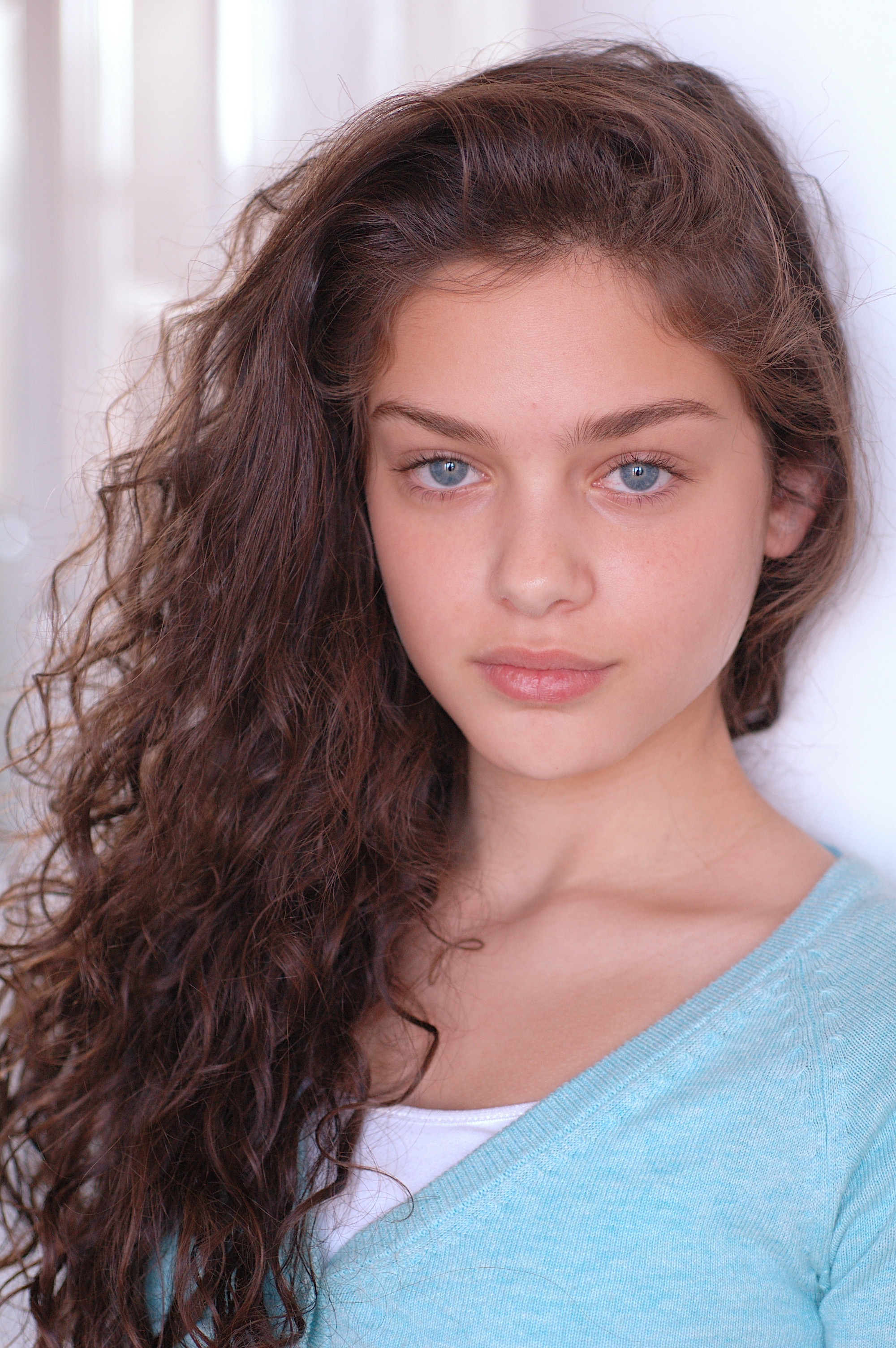
Odeya Rush (2011)

Odeya Rush, właśc. Odejja Ruszinek (ur. 12 maja 1997 w Hajfie) – izraelsko-amerykańska aktorka, która wystąpiła m.in. w filmach Lady Bird, Gęsia skórka i Dawca pamięci.

## Filmografia
| Rok  | Tytuł                                 | Rola                | Uwagi                                 |
| ---- | ------------------------------------- | ------------------- | ------------------------------------- |
| 2010 | Wild Birds                            | Beth                | krótkometr.                           |
| 2012 | Niezwykłe życie Timothy’ego Greena    | Joni Jerome         |                                       |
| 2013 | Jesteśmy tym, co jemy                 | Alyce Parker        |                                       |
| 2013 | Sticks & Stones                       | Sam                 | krótkometr.                           |
| 2014 | Dawca pamięci                         | Fiona               |                                       |
| 2014 | Little Girl Blue                      | Sophie              | krótkometr.                           |
| 2015 | See You in Valhalla                   | Ashley Burwood      |                                       |
| 2015 | Gęsia skórka                          | Hannah Fairchild    |                                       |
| 2016 | Almost Friends                        | Amber               |                                       |
| 2017 | Pakt z mordercą                       | Ella Hatto          |                                       |
| 2017 | Kawalerskie życie                     | Lacy Westman        |                                       |
| 2017 | Lady Bird                             | Jenna Walton        |                                       |
| 2017 | When the Devil Comes                  | Kyra                |                                       |
| 2017 | Thanks                                | Maddy               | krótkometr. (też scenariusz i reżys.) |
| 2018 | Dear Dictator                         | Tatiana Mills       |                                       |
| 2018 | Kluseczka                             | Ellen 'Elle' Dryver |                                       |
| 2018 | Sieć podejrzeń (Spinning Man)         | Joyce Bonner        |                                       |
| 2019 | W śnieżną noc (Let It Snow)           | Addie               |                                       |
| 2020 | Pink Skies Ahead                      | Stephanie           |                                       |
| 2022 | Umma                                  | River               |                                       |
| 2022 | Taniec młodości (Cha Cha Real Smooth) | Macy                |                                       |
| 2022 | Dangerous Waters                      | Rose                |                                       |